# 约维克北欧海盗中心

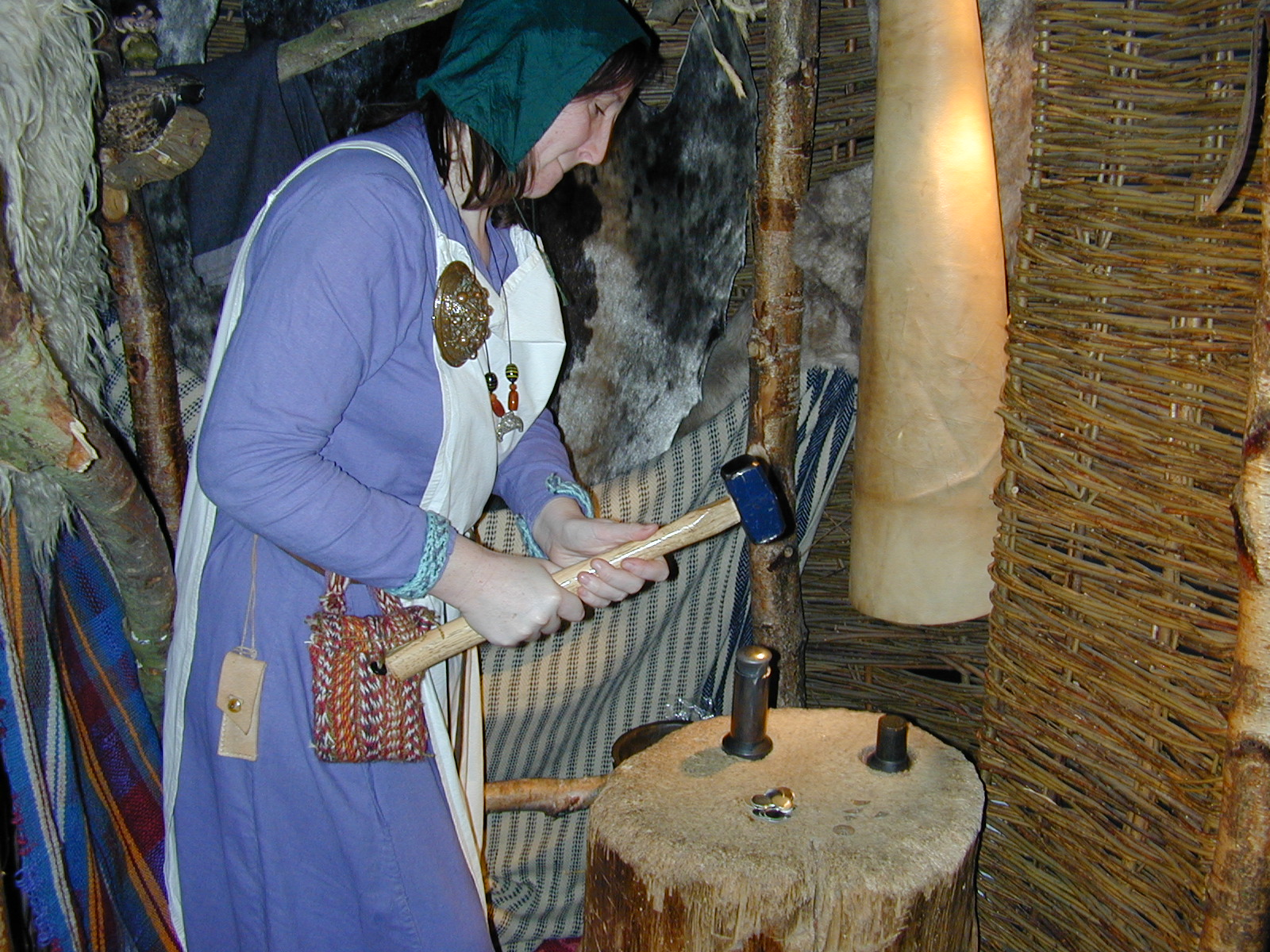
约维克北欧海盗中心制作的现代海盗硬币

约维克北欧海盗中心（英語：Jorvik Viking Centre）是英格兰约克的一个博物馆和景点，由约克考古信托基金创建于1984年。

## 历史
奎文（Cravens）糖果公司成立于1803年，1966年从市中心迁出。1976年-1981年之间，工厂被拆除后，在修建露天步行购物中心铜门购物中心之前，成立于1972年的慈善机构约克考古信托在该地区进行了广泛的考古发掘，发现公元900年前后的维京人城市约维克一些保存完好的木建筑遗迹，包括作坊、围栏、动物圈舍、旱厕和水井，当时一些耐用的材料，如陶器、金属制品和骨。甚至在无氧的潮湿粘土中发现了保存完好的木头、皮革、纺织品和动植物尸体。共计发现了40,000件物品。
约翰·桑德兰在考古遗址设计了约维克北欧海盗中心，包括猪圈、鱼市和厕所，试图重现维京人的生活。该中心在1984年4月开业，至今已接待近2000万游客。